# Починковский район (Смоленская область)
Почи́нковский район — административно-территориальная единица (район) и муниципальное образование (муниципальный район) в центральной части Смоленской области России.
Административный центр — город Починок, находится в 52 км от Смоленска.

## География
Починковский район расположен в юго-западной части Смоленской области, входящей в состав Центрального экономического района нечернозёмной зоны России.
Общая площадь района составляет 2 380,75 км².
Граничит: на северо-западе со Смоленским, на западе с Монастырщинским, на юго-западе с Хиславичским, на юге с Шумячским, на юго-востоке с Рославльским, на востоке с Ельнинским, на северо-востоке с Глинковским, на севере с Кардымовским районами Смоленской области.
Центральная и восточная часть района лежит на Смоленско-Московской возвышенности, северная и южная в Верхне-Днепровской и Сожско-Остёрской низменностях соответственно. Почвы в районе дерново-среднеподзолистые и дерново-сильноподзолистые, в низинах — дерново-подзолистые заболоченные.
Реки района: Остёр, Хмара, Сож. Крупное озеро — Лаговское (11 га).
Климат Починковского района умеренно континентальный с теплым летом и умеренно-холодной зимой. По растительному зонированию территории РФ Починковский район относится к зоне смешанных лесов (хвойно-широколиственных лесов с липой и дубом). Леса занимают 16,1 % территории.

## История
Район создан в 1929 году из частей Смоленского, Краснинского, Ельнинского и Рославльского уездов Смоленской губернии. 21 августа 1961 года к Починковскому району был присоединён Стодолищенский район.

## Население
| 2002    | 2009    | 2010    | 2011    | 2012    | 2013    | 2014    | 2015    | 2016    |
| ------- | ------- | ------- | ------- | ------- | ------- | ------- | ------- | ------- |
| 37 537  | ↘34 157 | ↘31 613 | ↘30 770 | ↘30 425 | ↘30 086 | ↘29 966 | ↘29 851 | ↗30 574 |
| 2017    | 2018    | 2019    | 2020    | 2021    | 2024    |         |         |         |
| ↗30 691 | ↘30 131 | ↘29 294 | ↘29 061 | ↘25 155 | ↘24 335 |         |         |         |

Сокращение численности населения за 2012 год на 1,1 % по сравнению с прошлым годом произошло за счёт естественной убыли населения. На долю городского населения приходится 28,9 %, сельского — 71,1 %. Крупные населённые пункты — город Починок 8,697 человек (2013); посёлок Шаталово — 4,987 человек; посёлок Стодолище — 3,464 человек; посёлок Лосня — 969 чел.

### Урбанизация
В городских условиях (город Починок) — проживают 30,21 % населения района.

### Национальный состав
По итогам переписи населения 2020 года проживали следующие национальности (национальности менее 0,1 % и другое, см. в сноске к строке «Другие»):
| Национальность | Численность, чел. | Доля     |
| -------------- | ----------------- | -------- |
| Русские        | 23 901            | 95,01 %  |
| Украинцы       | 176               | 0,70 %   |
| Армяне         | 117               | 0,47 %   |
| Белорусы       | 100               | 0,40 %   |
| Таджики        | 65                | 0,26 %   |
| Азербайджанцы  | 57                | 0,23 %   |
| Татары         | 47                | 0,19 %   |
| Гагаузы        | 42                | 0,17 %   |
| Цыгане         | 35                | 0,14 %   |
| Молдаване      | 32                | 0,13 %   |
| Другие         | 583               | 2,30 %   |
| Итого          | 25 155            | 100,00 % |

## Муниципально-территориальное устройство
Первоначально Законом Смоленской области от 28 декабря 2004 года в составе муниципального района были образованы 17 муниципальных образований, в том числе 1 городское и 16 сельских поселений.
| Муниципальное образование 2006—2018 гг. | Население (тыс. чел.) | Площадь (км²) | Административный центр |
| --------------------------------------- | --------------------- | ------------- | ---------------------- |
| Починковское городское поселение        | 8,6                   | 7,0           | город Починок          |
| Васьковское сельское поселение          | 0,85                  | 183,3         | деревня Васьково       |
| Даньковское сельское поселение          | 1,12                  | 93,0          | деревня Даньково       |
| Ивановское сельское поселение           | 0,38                  | 76,3          | деревня Ламоново       |
| Климщинское сельское поселение          | 0,61                  | 160,5         | деревня Климщина       |
| Княжинское сельское поселение           | 0,95                  | 164,6         | деревня Княжое-1       |
| Краснознаменское сельское поселение     | 0,43                  | 105,3         | деревня Красное Знамя  |
| Ленинское сельское поселение            | 0,94                  | 194,0         | деревня Лучеса         |
| Лосненское сельское поселение           | 2,07                  | 176,0         | деревня Лосня          |
| Лысовское сельское поселение            | 0,66                  | 161,6         | деревня Лысовка        |
| Мурыгинское сельское поселение          | 1,40                  | 101,2         | деревня Мурыгино       |
| Переснянское сельское поселение         | 1,40                  | 107,9         | деревня Пересна        |
| Прудковское сельское поселение          | 2,70                  | 103,6         | деревня Прудки         |
| Стодолищенское сельское поселение       | 3,80                  | 142,5         | посёлок Стодолище      |
| Стригинское сельское поселение          | 0,42                  | 122,0         | деревня Стригино       |
| Шаталовское сельское поселение          | 3,18                  | 115,2         | деревня Шаталово       |
| Шмаковское сельское поселение           | 0,35                  | 173,9         | деревня Шмаково        |

Законом Смоленской области от 20 декабря 2018 года, к 1 января 2019 года были упразднены 11 сельских поселений: Климщинское, Стригинское и Шмаковское (включены в Ленинское сельское поселение); Ивановское, Лосненское и Переснянское (включены в Мурыгинское сельское поселение); Княжинское (включено в Прудковское сельское поселение); Краснознаменское и Лысовское (включены в Стодолищенское сельское поселение); Васьковское и Даньковское (включены в Шаталовское сельское поселение).
С 2019 года в Починковском муниципальном районе 229 населённых пунктов в составе одного городского и пяти сельских поселений:
| № | Городское и сельские поселения    | Административный центр | Количество населённых пунктов | Население | Площадь, км2 |
| - | --------------------------------- | ---------------------- | ----------------------------- | --------- | ------------ |
| 1 | Городское поселение Починковское  | город Починок          | 1                             | ↘7351     | 10,46        |
| 2 | Ленинское сельское поселение      | деревня Лучеса         | 57                            | ↘1712     | 215,34       |
| 3 | Мурыгинское сельское поселение    | деревня Мурыгино       | 63                            | ↘4396     | 113,32       |
| 4 | Прудковское сельское поселение    | деревня Прудки         | 28                            | ↘2612     | 100,22       |
| 5 | Стодолищенское сельское поселение | посёлок Стодолище      | 42                            | ↘3997     | 169,49       |
| 6 | Шаталовское сельское поселение    | деревня Шаталово       | 38                            | ↘4863     | 122,76       |

## Населённые пункты
В Починковский район входят 227 населённых пунктов, в том числе город и 226 сельских населённых пунктов.
| №   | Населённый пункт   | Тип     | Население | Бывшее муниципальное образование  |
| --- | ------------------ | ------- | --------- | --------------------------------- |
| 1   | Починок            | город   | ↘7351     | Починковское городское поселение  |
| 2   | Аблезки            | деревня | 2         | Ленинское сельское поселение      |
| 3   | Авдотьино          | деревня | 15        | Мурыгинское сельское поселение    |
| 4   | Азаровка           | деревня | 45        | Шаталовское сельское поселение    |
| 5   | Акулинки           | деревня | 25        | Прудковское сельское поселение    |
| 6   | Акулы              | деревня | 0         | Мурыгинское сельское поселение    |
| 7   | Алексино Отделение | деревня | 43        | Шаталовское сельское поселение    |
| 8   | Ананьино           | деревня | 5         | Ленинское сельское поселение      |
| 9   | Аняково            | деревня | 0         | Ленинское сельское поселение      |
| 10  | Арефино            | деревня | 0         | Мурыгинское сельское поселение    |
| 11  | Асташково          | деревня | 4         | Прудковское сельское поселение    |
| 12  | Базылевка          | деревня | 43        | Шаталовское сельское поселение    |
| 13  | Бакланово          | деревня | 15        | Мурыгинское сельское поселение    |
| 14  | Барановка          | деревня | 1         | Ленинское сельское поселение      |
| 15  | Барсуки            | деревня | 25        | Мурыгинское сельское поселение    |
| 16  | Барсуки            | деревня | 18        | Стодолищенское сельское поселение |
| 17  | Белик              | деревня | 138       | Ленинское сельское поселение      |
| 18  | Белое              | деревня | 13        | Ленинское сельское поселение      |
| 19  | Белоручье          | деревня | 7         | Мурыгинское сельское поселение    |
| 20  | Бердибяки          | деревня | 14        | Ленинское сельское поселение      |
| 21  | Бережок            | деревня | 0         | Шаталовское сельское поселение    |
| 22  | Бесищево           | деревня | 50        | Ленинское сельское поселение      |
| 23  | Бобыново           | деревня | 154       | Ленинское сельское поселение      |
| 24  | Боговка            | деревня | 10        | Шаталовское сельское поселение    |
| 25  | Болваничи          | деревня | 14        | Прудковское сельское поселение    |
| 26  | Бор                | деревня | 7         | Ленинское сельское поселение      |
| 27  | Боровка            | деревня | 0         | Ленинское сельское поселение      |
| 28  | Боровское          | деревня | 39        | Ленинское сельское поселение      |
| 29  | Борок              | деревня | 8         | Ленинское сельское поселение      |
| 30  | Борщевка           | деревня | 22        | Стодолищенское сельское поселение |
| 31  | Бояды              | деревня | 24        | Ленинское сельское поселение      |
| 32  | Бояды              | деревня | 492       | Прудковское сельское поселение    |
| 33  | Будянка            | деревня | 62        | Стодолищенское сельское поселение |
| 34  | Буловица           | деревня | 1         | Мурыгинское сельское поселение    |
| 35  | Быково             | деревня | 7         | Мурыгинское сельское поселение    |
| 36  | Бырковка           | деревня | 0         | Ленинское сельское поселение      |
| 37  | Васильево          | деревня | 0         | Прудковское сельское поселение    |
| 38  | Васильево          | деревня | 15        | Мурыгинское сельское поселение    |
| 39  | Васьково           | деревня | 391       | Шаталовское сельское поселение    |
| 40  | Вердихово          | деревня | 0         | Прудковское сельское поселение    |
| 41  | Верхние Немыкари   | деревня | 27        | Мурыгинское сельское поселение    |
| 42  | Веселовка          | деревня | 0         | Ленинское сельское поселение      |
| 43  | Владимировка       | деревня | 10        | Стодолищенское сельское поселение |
| 44  | Ворошилово         | деревня | 129       | Шаталовское сельское поселение    |
| 45  | Гаврюковка         | деревня | 2         | Шаталовское сельское поселение    |
| 46  | Галеевка           | деревня | 202       | Шаталовское сельское поселение    |
| 47  | Гапоново           | деревня | 0         | Шаталовское сельское поселение    |
| 48  | Гарбузовка         | деревня | 0         | Ленинское сельское поселение      |
| 49  | Галаевка           | деревня | 10        | Стодолищенское сельское поселение |
| 50  | Городок            | деревня | 0         | Ленинское сельское поселение      |
| 51  | Горяны             | деревня | 164       | Прудковское сельское поселение    |
| 52  | Грудинино          | деревня | 6         | Мурыгинское сельское поселение    |
| 53  | Гута               | деревня | 0         | Шаталовское сельское поселение    |
| 54  | Даньково           | деревня | 647       | Шаталовское сельское поселение    |
| 55  | Дементьево         | деревня | 3         | Мурыгинское сельское поселение    |
| 56  | Денисово           | деревня | 585       | Мурыгинское сельское поселение    |
| 57  | Деребуж            | деревня | 146       | Стодолищенское сельское поселение |
| 58  | Дивинка            | деревня | 5         | Прудковское сельское поселение    |
| 59  | Дмитриевка         | деревня | 81        | Шаталовское сельское поселение    |
| 60  | Доброселье         | деревня | 0         | Стодолищенское сельское поселение |
| 61  | Докудово           | деревня | 23        | Ленинское сельское поселение      |
| 62  | Долгий Мост        | деревня |           | Стодолищенское сельское поселение |
| 63  | Долгомостье        | деревня | 13        | Мурыгинское сельское поселение    |
| 64  | Думаничи           | деревня | 98        | Стодолищенское сельское поселение |
| 65  | Емельяновка        | деревня | 6         | Стодолищенское сельское поселение |
| 66  | Ефремовка          | деревня | 0         | Стодолищенское сельское поселение |
| 67  | Жигалово           | деревня | 5         | Шаталовское сельское поселение    |
| 68  | Жуковичи           | деревня | 0         | Стодолищенское сельское поселение |
| 69  | Заборье            | деревня | 26        | Мурыгинское сельское поселение    |
| 70  | Загорье            | деревня | 2         | Мурыгинское сельское поселение    |
| 71  | Заречье            | деревня | 0         | Стодолищенское сельское поселение |
| 72  | Затишино           | деревня | 1         | Стодолищенское сельское поселение |
| 73  | Захаринка          | деревня | 8         | Прудковское сельское поселение    |
| 74  | Захаровка          | деревня | 35        | Стодолищенское сельское поселение |
| 75  | Зимницы            | деревня | 30        | Шаталовское сельское поселение    |
| 76  | Зяхино             | деревня | 0         | Мурыгинское сельское поселение    |
| 77  | Ивановка           | деревня | 6         | Ленинское сельское поселение      |
| 78  | Ивановское         | деревня | 13        | Мурыгинское сельское поселение    |
| 79  | Казаринка          | деревня | 1         | Шаталовское сельское поселение    |
| 80  | Кирпичный Завод    | деревня | 55        | Мурыгинское сельское поселение    |
| 81  | Киселевка          | деревня | 16        | Шаталовское сельское поселение    |
| 82  | Клемятино          | деревня | 80        | Мурыгинское сельское поселение    |
| 83  | Климщина           | деревня | 220       | Ленинское сельское поселение      |
| 84  | Клины              | деревня | 0         | Прудковское сельское поселение    |
| 85  | Княжое             | деревня | 293       | Прудковское сельское поселение    |
| 86  | Ковали             | деревня | 71        | Стодолищенское сельское поселение |
| 87  | Козятники          | деревня | 18        | Шаталовское сельское поселение    |
| 88  | Коленово           | деревня | 26        | Мурыгинское сельское поселение    |
| 89  | Колычево           | деревня | 50        | Мурыгинское сельское поселение    |
| 90  | Комаровка          | деревня | 27        | Стодолищенское сельское поселение |
| 91  | Кононово           | деревня | 8         | Ленинское сельское поселение      |
| 92  | Корбуши            | деревня | 0         | Стодолищенское сельское поселение |
| 93  | Костинское         | деревня | 0         | Шаталовское сельское поселение    |
| 94  | Кошелево           | деревня | 14        | Прудковское сельское поселение    |
| 95  | Красиловка         | деревня | 169       | Ленинское сельское поселение      |
| 96  | Красное Знамя      | деревня | 162       | Стодолищенское сельское поселение |
| 97  | Крокодиново        | деревня | 21        | Мурыгинское сельское поселение    |
| 98  | Кубарки            | деревня | 104       | Стодолищенское сельское поселение |
| 99  | Кузьминичи         | деревня | 0         | Стодолищенское сельское поселение |
| 100 | Кукуево            | деревня | 10        | Ленинское сельское поселение      |
| 101 | Кучино             | деревня | 0         | Мурыгинское сельское поселение    |
| 102 | Лазарево           | деревня | 9         | Мурыгинское сельское поселение    |
| 103 | Ламоново           | деревня | 115       | Мурыгинское сельское поселение    |
| 104 | Липки              | деревня | 211       | Шаталовское сельское поселение    |
| 105 | Лихачево           | деревня | 18        | Мурыгинское сельское поселение    |
| 106 | Лобково            | деревня | 45        | Мурыгинское сельское поселение    |
| 107 | Лосня              | деревня | 784       | Мурыгинское сельское поселение    |
| 108 | Луговатое          | деревня | 8         | Ленинское сельское поселение      |
| 109 | Лучеса             | деревня | 526       | Ленинское сельское поселение      |
| 110 | Лысовка            | деревня | 333       | Стодолищенское сельское поселение |
| 111 | Льнозавод          | деревня | 251       | Мурыгинское сельское поселение    |
| 112 | Льнозавод          | деревня | 131       | Стодолищенское сельское поселение |
| 113 | Льнозавод          | деревня | 84        | Шаталовское сельское поселение    |
| 114 | Ляхтовка           | деревня | 5         | Стодолищенское сельское поселение |
| 115 | Мавринское         | деревня | 2         | Ленинское сельское поселение      |
| 116 | Макшеево           | деревня | 198       | Мурыгинское сельское поселение    |
| 117 | Малая Тростянка    | деревня | 5         | Прудковское сельское поселение    |
| 118 | Мартыновка         | деревня | 2         | Стодолищенское сельское поселение |
| 119 | Марьино            | деревня | 185       | Ленинское сельское поселение      |
| 120 | Мастерские         | деревня | 36        | Мурыгинское сельское поселение    |
| 121 | Мачулы             | деревня | 495       | Шаталовское сельское поселение    |
| 122 | Мачулы-1           | деревня | 8         | Шаталовское сельское поселение    |
| 123 | Митюли             | деревня | 19        | Шаталовское сельское поселение    |
| 124 | Митюшино           | деревня | 11        | Мурыгинское сельское поселение    |
| 125 | Михайловка         | деревня | 1         | Шаталовское сельское поселение    |
| 126 | Мокрядино          | деревня | 48        | Прудковское сельское поселение    |
| 127 | Молуки             | деревня | 21        | Прудковское сельское поселение    |
| 128 | Морозово           | деревня | 0         | Прудковское сельское поселение    |
| 129 | Мурыгино           | деревня | 710       | Мурыгинское сельское поселение    |
| 130 | Навины             | деревня | 57        | Стодолищенское сельское поселение |
| 131 | Нижние Немыкари    | деревня | 14        | Мурыгинское сельское поселение    |
| 132 | Никулино           | деревня | 27        | Шаталовское сельское поселение    |
| 133 | Никульчино         | деревня | 1         | Ленинское сельское поселение      |
| 134 | Ново-Головачи      | деревня | 161       | Стодолищенское сельское поселение |
| 135 | Ново-Моисеевка     | деревня | 13        | Стодолищенское сельское поселение |
| 136 | Новоселье          | деревня | 9         | Шаталовское сельское поселение    |
| 137 | Новоселье          | деревня | 14        | Шаталовское сельское поселение    |
| 138 | Обухово            | деревня | 13        | Мурыгинское сельское поселение    |
| 139 | Ольговка           | деревня | 14        | Ленинское сельское поселение      |
| 140 | Павлово            | деревня | 6         | Ленинское сельское поселение      |
| 141 | Панское-1          | деревня | 2         | Мурыгинское сельское поселение    |
| 142 | Панское-2          | деревня | 6         | Мурыгинское сельское поселение    |
| 143 | Панское-3          | деревня | 6         | Мурыгинское сельское поселение    |
| 144 | Пахомово           | деревня | 0         | Мурыгинское сельское поселение    |
| 145 | Пересна            | деревня | 818       | Мурыгинское сельское поселение    |
| 146 | Петрищево          | деревня | 0         | Ленинское сельское поселение      |
| 147 | Печкуры            | деревня | 79        | Стодолищенское сельское поселение |
| 148 | Пивовка            | деревня | 153       | Прудковское сельское поселение    |
| 149 | Пирьково           | деревня | 11        | Ленинское сельское поселение      |
| 150 | Пищалово           | деревня | 25        | Мурыгинское сельское поселение    |
| 151 | Плоское            | деревня | 1111      | Прудковское сельское поселение    |
| 152 | Подборье           | деревня | 0         | Ленинское сельское поселение      |
| 153 | Подмостки          | деревня | 1         | Ленинское сельское поселение      |
| 154 | Покровка           | деревня | 5         | Мурыгинское сельское поселение    |
| 155 | Поляны             | деревня | 10        | Мурыгинское сельское поселение    |
| 156 | Потёмкино          | деревня | 81        | Мурыгинское сельское поселение    |
| 157 | Прилеповка         | деревня | 0         | Стодолищенское сельское поселение |
| 158 | Прилепово          | деревня | 233       | Прудковское сельское поселение    |
| 159 | Прихморье          | деревня | 36        | Прудковское сельское поселение    |
| 160 | Проверженка        | деревня | 42        | Прудковское сельское поселение    |
| 161 | Прудки             | деревня | 199       | Прудковское сельское поселение    |
| 162 | Птахино            | деревня | 5         | Ленинское сельское поселение      |
| 163 | Путятино           | деревня | 1         | Ленинское сельское поселение      |
| 164 | Пятое              | деревня | 7         | Стодолищенское сельское поселение |
| 165 | Радышково          | деревня | 28        | Ленинское сельское поселение      |
| 166 | Рожново            | деревня | 4         | Мурыгинское сельское поселение    |
| 167 | Рудня              | деревня | 3         | Ленинское сельское поселение      |
| 168 | Рыжевка            | деревня | 0         | Стодолищенское сельское поселение |
| 169 | Рябцево            | деревня | 597       | Мурыгинское сельское поселение    |
| 170 | Саловка            | деревня | 13        | Ленинское сельское поселение      |
| 171 | Самолюбовка        | деревня | 2         | Стодолищенское сельское поселение |
| 172 | Свалы              | деревня | 5         | Шаталовское сельское поселение    |
| 173 | Сверчково          | деревня | 3         | Мурыгинское сельское поселение    |
| 174 | Светлое            | деревня | 3         | Прудковское сельское поселение    |
| 175 | Свиридоново        | деревня | 18        | Мурыгинское сельское поселение    |
| 176 | Сельцо             | деревня | 77        | Ленинское сельское поселение      |
| 177 | Семиново           | деревня | 0         | Шаталовское сельское поселение    |
| 178 | Сергеево           | деревня | 9         | Ленинское сельское поселение      |
| 179 | Сестрино           | деревня | 3         | Мурыгинское сельское поселение    |
| 180 | Слобода            | деревня | 42        | Шаталовское сельское поселение    |
| 181 | Слобода-Полуево    | деревня | 3         | Шаталовское сельское поселение    |
| 182 | Станьково          | деревня | 16        | Ленинское сельское поселение      |
| 183 | Стариково          | деревня | 7         | Стодолищенское сельское поселение |
| 184 | Старинки           | деревня | 143       | Мурыгинское сельское поселение    |
| 185 | Старинки           | деревня | 14        | Мурыгинское сельское поселение    |
| 186 | Стодолище          | посёлок | 2973      | Стодолищенское сельское поселение |
| 187 | Стомятка           | деревня | 159       | Стодолищенское сельское поселение |
| 188 | Стомятское         | деревня | 8         | Ленинское сельское поселение      |
| 189 | Сторино            | деревня | 14        | Шаталовское сельское поселение    |
| 190 | Стригино           | деревня | 397       | Ленинское сельское поселение      |
| 191 | Сяковка            | деревня | 90        | Стодолищенское сельское поселение |
| 192 | Тереховщина        | деревня | 1         | Ленинское сельское поселение      |
| 193 | Терешок            | деревня | 18        | Стодолищенское сельское поселение |
| 194 | Толпеки            | деревня | 0         | Ленинское сельское поселение      |
| 195 | Торчиловка         | деревня | 75        | Стодолищенское сельское поселение |
| 196 | Тростино           | деревня | 29        | Стодолищенское сельское поселение |
| 197 | Тростянка          | деревня | 133       | Прудковское сельское поселение    |
| 198 | Труханово          | деревня | 11        | Мурыгинское сельское поселение    |
| 199 | Тюри               | деревня | 18        | Ленинское сельское поселение      |
| 200 | Урубок             | деревня | 10        | Ленинское сельское поселение      |
| 201 | Усадище            | деревня | 0         | Мурыгинское сельское поселение    |
| 202 | Федорово           | деревня | 27        | Прудковское сельское поселение    |
| 203 | Харинка            | деревня | 11        | Ленинское сельское поселение      |
| 204 | Харинки            | деревня | 0         | Мурыгинское сельское поселение    |
| 205 | Хатрусово          | деревня | 2         | Мурыгинское сельское поселение    |
| 206 | Хицовка            | деревня | 150       | Шаталовское сельское поселение    |
| 207 | Хлыстовка          | деревня | 0         | Мурыгинское сельское поселение    |
| 208 | Хмара              | деревня | 7         | Ленинское сельское поселение      |
| 209 | Хморка             | деревня | 2         | Ленинское сельское поселение      |
| 210 | Холм               | деревня | 13        | Мурыгинское сельское поселение    |
| 211 | Хотулевка          | деревня | 5         | Стодолищенское сельское поселение |
| 212 | Цыгановка          | деревня | 1         | Шаталовское сельское поселение    |
| 213 | Чернавка           | деревня | 0         | Ленинское сельское поселение      |
| 214 | Чучелово           | деревня | 13        | Мурыгинское сельское поселение    |
| 215 | Шабаново           | деревня | 0         | Мурыгинское сельское поселение    |
| 216 | Шанталово          | деревня | 167       | Стодолищенское сельское поселение |
| 217 | Шаталово           | деревня | 3008      | Шаталовское сельское поселение    |
| 218 | Шаталово-1         | посёлок |           | Шаталовское сельское поселение    |
| 219 | Шиловка            | деревня | 8         | Ленинское сельское поселение      |
| 220 | Шмаково            | деревня | 189       | Ленинское сельское поселение      |
| 221 | Шпунты             | деревня | 8         | Ленинское сельское поселение      |
| 222 | Шумаево            | деревня | 19        | Ленинское сельское поселение      |
| 223 | Энгельгардтовская  | деревня | 16        | Шаталовское сельское поселение    |
| 224 | Юры                | деревня | 36        | Прудковское сельское поселение    |
| 225 | Ямполье            | деревня | 0         | Мурыгинское сельское поселение    |
| 226 | Яново              | деревня | 187       | Мурыгинское сельское поселение    |
| 227 | Ярковичи           | деревня | 66        | Мурыгинское сельское поселение    |

### Упразднённые населённые пункты
В 2024 году деревни Прудки-1 и Прудки-2 включены в состав деревни Прудки.

## Экономика и инвестиции
Промышленный сектор экономики района представлен предприятиями обрабатывающего и добывающего комплекса.
В промышленности района лидирующее положение занимает отрасль «обрабатывающие производства», на долю предприятий обрабатывающего комплекса приходится 91 % всей произведенной промышленной продукции.
За 2018 год период промышленными предприятиями отгружено товаров собственного производства, выполнено работ и услуг в действующих ценах на сумму 445,0 млн рублей, объём отгрузки по сравнению с 2017 годом увеличился на 115,8 %.
Промышленность района представлена следующими предприятиями:
— ООО «Починковская швейная фабрика» — относится к крупным предприятиям, занимается пошивом рабочей одежды, численность работающих — 540 человек, выпуск продукции — 257,2 млн руб.;
— СППК «Васьковский» — занимается производством молочной продукции, численность работающих 14 человек, выпуск продукции — 50,6 млн руб.;
— ООО «Починокмолоко» — производство молочной продукции и твердых сыров, численность работающих 29 человек, выпуск продукции 18,0 млн руб.;
— ПО «Стодолищехлебопек» — осуществляет выпуск хлебобулочной продукции, численность работающих 20 человек, выпуск продукции — 14 млн руб.;
— ООО «СмолЖБИКомплект» — предприятие занимается разработкой песчано-гравийных карьеров и производством товарного бетона и изделий из бетона, численность работающих 50 человек, выпуск продукции — 70,6 млн руб.
Объём инвестиций в основной капитал за счет всех источников финансирования в 2018 году составил 1 млрд. 20 млн. 976 тыс. руб., рост по отношению к показателю прошлого года 143,7 %.
Источниками инвестиций в основной капитал являлись: собственные средства организаций — 83,5 % от общего объёма инвестиций, привлеченные средства 16,5 % от общего объёма инвестиций.
Доля инвестиций, направленных на развитие сельскохозяйственной отрасли, составляет 85,3 % от общего объёма инвестиций.
В отчетном году в районе реализовывалось 18 инвестиционных проектов, из которых 3 — за счет средств крупных инвесторов, 11 — за счет средств субъектов малого и среднего бизнеса, 4 — за счет бюджетных средств.
Основными инвесторами в 2018 года являлись:
— ООО «Брянская мясная компания» — инвестиционный проект «Строительство животноводческих комплексов по содержанию КРС»
— ЗАО «Тропарёво» — инвестиционный проект «Расширение действующего производства»;
— ООО «Смоленское поле» — инвестиционный проект «Строительство племенной фермы на 600 свиноматок севернее д. Бырковка».

## Гидрография
Починковский район — район малых рек бассейна р. Сож. Территория Починковского района дренируется в основном левыми притоками Сожа, наиболее крутые из которых Хмара и Россажа. Река Россажа протяжённостью около 20 км, шириной 10 м, глубиной 1,0 м, течет со скоростью 0,2 м/сек.
Река Хмара имеет наибольшую протяженность в районе, около 70 км. Её ширина 18-20 м, глубина 1,0-1,5 м, скорость течения 0,2 м/сек. Основные правые притоки Хмары — р. Лучесянка (12 км), р. Городня (7 км), р. Боровка (7 км), левые — р. Глуботынь (17 км), р. Каменка (7 км).
В юго-восточной части находится исток реки Остер, представляющий собой узкую и неглубокую речку с хорошим расходом воды, которая очень быстро становится достаточно полноводной и уже вдоль южной границы района глубина в р. Остер достигает 5 м, ширина 20 м.
Восточная граница района проходит по р. Десна на протяжении около 12 км, неширокой (11 м), но достаточно глубокой реке (2-10 м). Справа Десна принимает приток Стряпа, шириной 10 м, глубиной 0,6 м, дно на отдельных участках торфяное, скорость течения воды 0,3 м/сек.
Вдоль северной границы района на протяжении около 12 км, протекает р. Днепр, шириной 50 м, глубиной 4,0 м, скорость течения воды 0,3 м/сек.
Водный режим рек характеризуется высоким весенним половодьем, низкой летней меженью и периодическими летними и осенними паводками. Основной источник питания рек — талые снеговые воды, определяющие размеры половодья.
Возможность использования рек для рекреации ограничена из-за отсутствия или недостатка лесных массивов в бассейнах большинства рек. Для организации отдыха наиболее благоприятными участками являются реки: Хмара, Десна, Остер, Стометь.
В зоне строительного освоения четвертичных отложений вскрываются воды грунтовые, спорадического распространения и межпластовые. Грунтовые воды широко представлены в долинах рек и ручьев, в ложбинах стока, в низинной части района. Воды спорадического распространения чаще всего встречаются в северной и восточной частях, где развиты мореные отложения. Интервалы обводненности самые различные. Обводненность песков изменяется от тонких прослоек до крупных линз, и пропласток используемых в местном водоснабжении. Водоносные горизонты межпластовых флювиогляциальных днепровско-московских отложений вскрываются не повсеместно, использование в водоснабжении только в сельских местностях, так как, дебит их не превышает 1 л/сек.
Для централизованного водоснабжения здесь используются воды заволжского-задонского, реже ливенско-бурегского водоносных горизонтов и единичная скважина в восточной части района водоносные горизонты среднекаменноугольных отложений. Глубина скважины, эксплуатирующих заволжско-задонский водоносный горизонт от 40 до 200 м, дебиты изменяются в очень широких пределах от 0,06-44 л/сек. (5-3888 м 3/сек.). Воды питьевого качества до глубины 200 м глубже воды становятся минерализованными. Для централизованного водоснабжения рекомендуются воды заволжско-задонского горизонта.
Эксплуатационные запасы девонского горизонта следует подсчитывать со средним модулем 2,2 л/сек. Каменноугольного 1-1,5 л/сек.
Современные физико-геологические процессы представлены ветровой и водной эрозией в районах значительных по мощности покровных лёссовидных отложений, то есть на севере, северо-западе, где преобладает крупнохолмистый моренный рельеф. Здесь же наблюдается заметная глубинная и боковая эрозия русел рек Сож, Хмара. Южная часть района, находящаяся в пределах Сожско-Остерной низины, характеризуется значительным количеством подтопленных и заболоченных участков, где процессы переувлажнения верхних слоев грунта явление частое, в виду ограниченного поверхностного стока, и отсутствия достаточной фильтрации.

## Сельское хозяйство
Починковский район по посевным площадям и валовому производству зерновых занимает лидирующее место среди районов области. 2018 году посевные площади в районе (без учёта ЛПХ) составляют 38 432 га, из них занято под зерновыми 22 756 га. Фактический намолот зерна, в весе после доработки, при урожайности 33,2 цн/га (на 9 цн/га выше средней урожайности по области), составил 74 943 тонны, что составляет 108 % от уровня 2017 года. Каждая четвёртая тонна зерна — это зерно намолочено хлеборобами Починковского района.
На 1 января 2019 года производством сельскохозяйственной продукции в районе занимались 11 сельскохозяйственных организаций, 14 крестьянских (фермерских) хозяйств, 7 388 личных подсобных хозяйств.
Наибольших успехов в растениеводстве ежегодно добиваются такие сельскохозяйственные предприятия, как ЗАО «Тропарёво» (валовое производство зерна 64 940 т при урожайности 37 ц/га, или 116,9 % от уровня 2017 года); СПК «Дружба» (валовое производство зерна 4 015 т при урожайности 32,1 ц/га); СПК «Клемятино» (валовое производство зерна 1 732 т при урожайности 21,7 ц/га).
СПК «Дружба» семеноводческое хозяйство, вся посевной площади зерновых засевается семенами высоких посевных репродукций (питомники размножения, суперэлита и элита). В 2018 году в регионе и за пределы региона реализовано 2 641 тонна семян высоких посевных качеств.
В районе за счет проведения культуртехнических мероприятий идет улучшение земель сельскохозяйственного назначения. Так в 2018 году ООО «Брянская мясная компания» провела культуртехнические мероприятия на площади 1 647 га, ООО «Славянский продукт» — 41 га, в 2019 году ИП глава К(Ф)Х Новиков С. В. планирует проведение этих работ на площади 264 га.
В отрасли животноводства поголовье крупного рогатого скота во всех категориях хозяйств составляет 11 600 голов, плюс 5 756 голов к уровню 2017 года; в том числе коров 4 157 голов, плюс 1 732 головы. Поголовье свиней 197 542 головы, плюс 4 688 голов; в том числе основных свиноматок 9 468 голов, уровень прошлого года.
Валовое производство молока за 2018 год 8 951 тонна, минус 1 572 тонны к уровню 2017 года, удой на 1 фуражную корову по хозяйствам района в 2018 году 4 110 килограмм, на 49 килограмм выше уровня прошлого года.
Самые высокие показатели по надою молока в СПК «Дружба» (валовой надой 3 354 т, на 1 фуражную корову — 5489 кг), СПК «Клемятино» (валовой надой 1 130 т, на фуражную корову — 4 575 кг), ОАО «Васьково» (валовой надой 1 116 т, на фуражную корову — 3 721 кг).
Производство на убой в живом весе скота и птицы по району в 2018 году составило 42 117 тонн, что на 1 510 тонн выше уровня 2017 года. ООО «Смоленское поле» 33 138 тонн, ООО «Славянский продукт» 8 085 тонн мяса свиней, СПК «Дружба» 215 тонн мяса крупного рогатого скота.
Хозяйства района с каждым годом наращивают объёмы реализации сельскохозяйственной продукции. В отчетном году объём реализации составляет 4,2 млрд руб. (107,7 % от уровня 2017 года). Финансовый результат — 228,3 млн руб. Наивысший результат получен в ООО «Смоленское поле» — выручка от реализации 3 141 млн руб., прибыль 84,4 млн руб.; ООО «Славянский продукт» — выручка от реализации 798,2 млн руб., прибыль 131,6 млн руб., СПК «Дружба» — выручка от реализации 146,4 млн руб., прибыль 29 млн руб.
За счет увеличения производства продукции сельскохозяйственными предприятиями и фермерскими хозяйствами района увеличена государственная поддержка в виде субсидий на продукцию в 3,7 раза, в 2017 году получено 34,2 млн руб. в 2018 году — 126,6 млн руб.

## Транспорт
На сегодняшний день протяжённость всех дорог общего пользования с капитальным типом покрытия составляет 159,3 км, грунтовых дорог — 27,2 км. Коэффициент обеспеченность района автомобильными дорогами с капитальным типом покрытия составил 13,5 км/1000 км² территории района (для сравнения в среднем по России 32 км на 1000 км² территории).
Через Починковский район проходит автомагистраль государственного значения «Брянск — Смоленск — Витебск» и дороги областного и местного значения Починок — Монастырщина, Починок — Болтутино, Хиславичи — Починок, выходящие на общегосударственную магистраль.
На территории Починковского района имеется 23 автодорожных моста.
На сегодняшний день в Починке имеется автовокзал.
Через Починковский район проходит многопутная электрифицированная железная дорога по направлению «Смоленск — Починок — Рославль». Через станцию в городе Починок проходят поезда дальнего следования: «Смоленск — Брянск», «Смоленск — Адлер — Калининград», «Мариуполь — Санкт-Петербург».
В районе имеются железнодорожные станции (Рябцево, Пересна, Починок, Энгельгардтовская, Стодолище).

## Наука и образование
Система образования Починковского района насчитывает 20 общеобразовательных организаций (11 средних и 9 основных школ), 1 филиал начальных классов, 8 организаций дошкольного образования (из них: 4 — в городе, 4 — на селе) и 6 дошкольных отделений (Васьковской СШ, Самолюбовской ОШ, Мурыгинской СШ, Даньковской ОШ, Лосненской СШ, Дивинской СШ).
В общеобразовательных организациях района в 2017—2018 учебном году обучалось 2 422 человека, из них: 929 человек — в городе, 1 493 человека — в сельской местности.
В 2017—2018 учебном году системой дошкольного образования в муниципальном образовании охвачено 999 детей (64 %) в возрасте от 1 года 6 месяцев до 8 лет. Ликвидирована очередь в детские сады в возрастной категории от 3 до 8 лет.
В 2017—2018 учебном году в школах района образовательный процесс осуществляли 372 педагогических работника, из них: 283 учителей, 55 — руководителей общеобразовательных организаций.
По результатам государственной итоговой аттестации 100 % выпускников 11 классов получили аттестаты о среднем общем образовании и 17,8 % (2017 г.-13,7 %) выпускников 11 классов получили медаль «За особые успехи в учении».
100 % выпускников получили аттестат об основном общем образовании. 4,9 % обучающихся получили аттестат с отличием (2017 г.-2,9 %).
В 2018 году 14 школьников стали лауреатами ежегодной районной премии им. А. Т. Твардовского.

## Культура

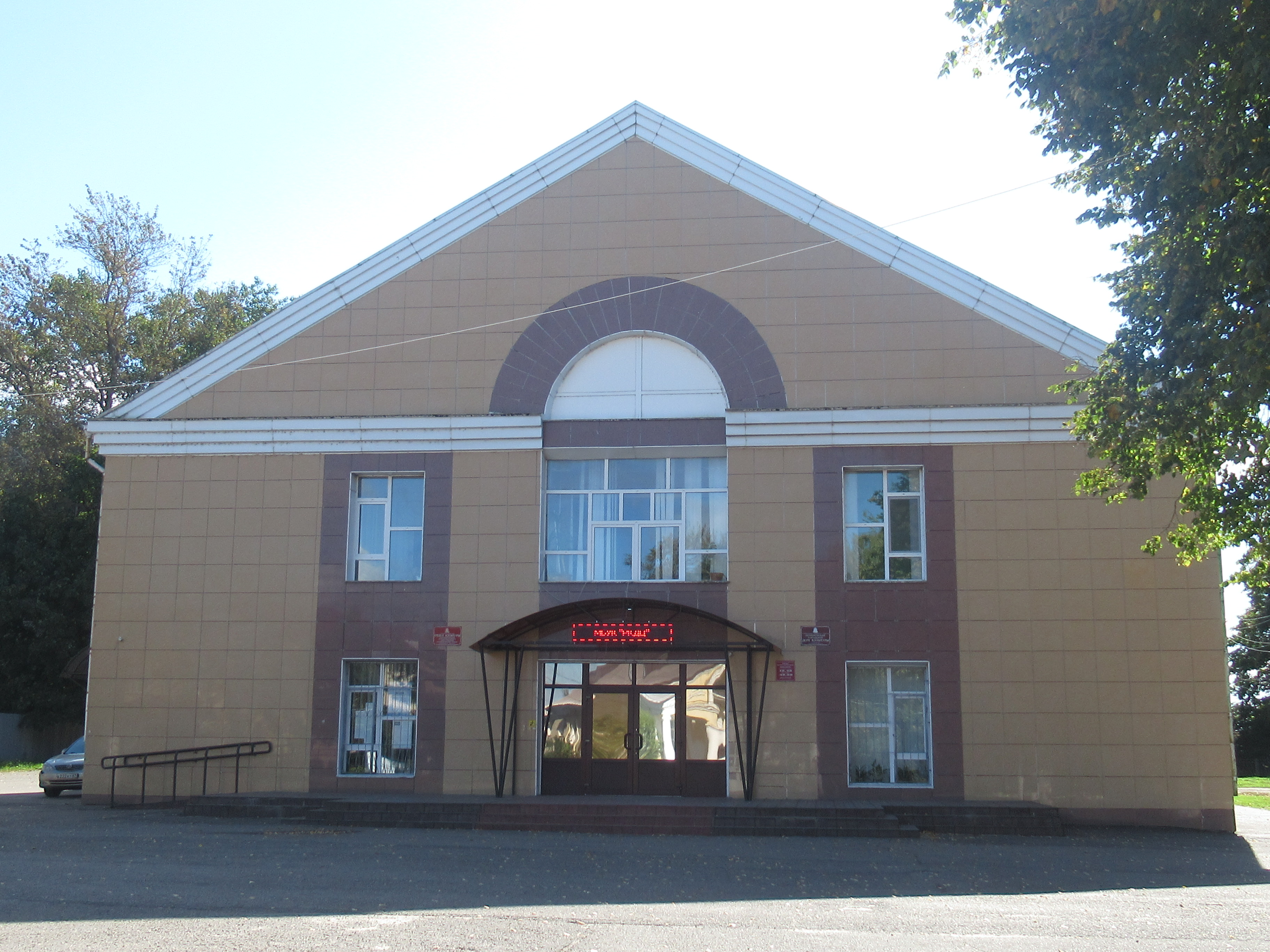
Дом культуры в г. Починке

Муниципальное бюджетное учреждение дополнительного образования «Детская школа искусств Починковского района» создано 10.06.2014 года. С 01.01.2015 года к учреждению присоединены ранее действовавшие на территории района учреждения дополнительного образования (МБОУ ДОД «ДШИ г. Починок», МБОУ ДОД «Плосковская ДШИ», МБОУ ДОД «ДМШ п. Стодолище», МБОУ ДОД «ДМШ п. Шаталово», МБОУ ДОД «Починковский ЦДО»).
Сформирован коллектив, имеющий хороший профессиональный уровень подготовки, который составляет: 8 человек — администрация; 56 — педагогические работники, в том числе 14 человек — совместители, (с высшим образованием 33).
В школе функционируют 6 отделений: фортепианное, народное, хореографическое, художественное, эстрадное, эстетическое. Работают 34 творческих объединения. Реализуются 28 общеразвивающих образовательных программ.
В Починковском районе 01.01.2015 г. создано муниципальное бюджетное учреждение культуры «Районный культурно-досуговый центр» Администрации муниципального образования «Починковский район» Смоленской области. В структуру учреждения входят 2 отдела и 27 сельских домов культуры — филиалов МБУК «РКДЦ». Учреждения культуры клубного типа обслуживают 30 574 жителя Починковского района. Из них сельских жителей — 21 933 человек, городское население — 8 641человека.
За I полугодие 2019 года в районе осуществляет деятельность 227 клубных формирований, в них участников — 2 111. Из общего числа для детей до 14 лет — 87 клубных формирований, в них участников 822.
В Домах культуры осуществляло деятельность 84 любительских объединений и клубов по интересам, которые посещали 856 участников, 138 клубных формирований — самодеятельного народного творчества, в них — 1 200 участников.
4 коллектива в районе имеют звание «Народный», которые посещают 135 человек.

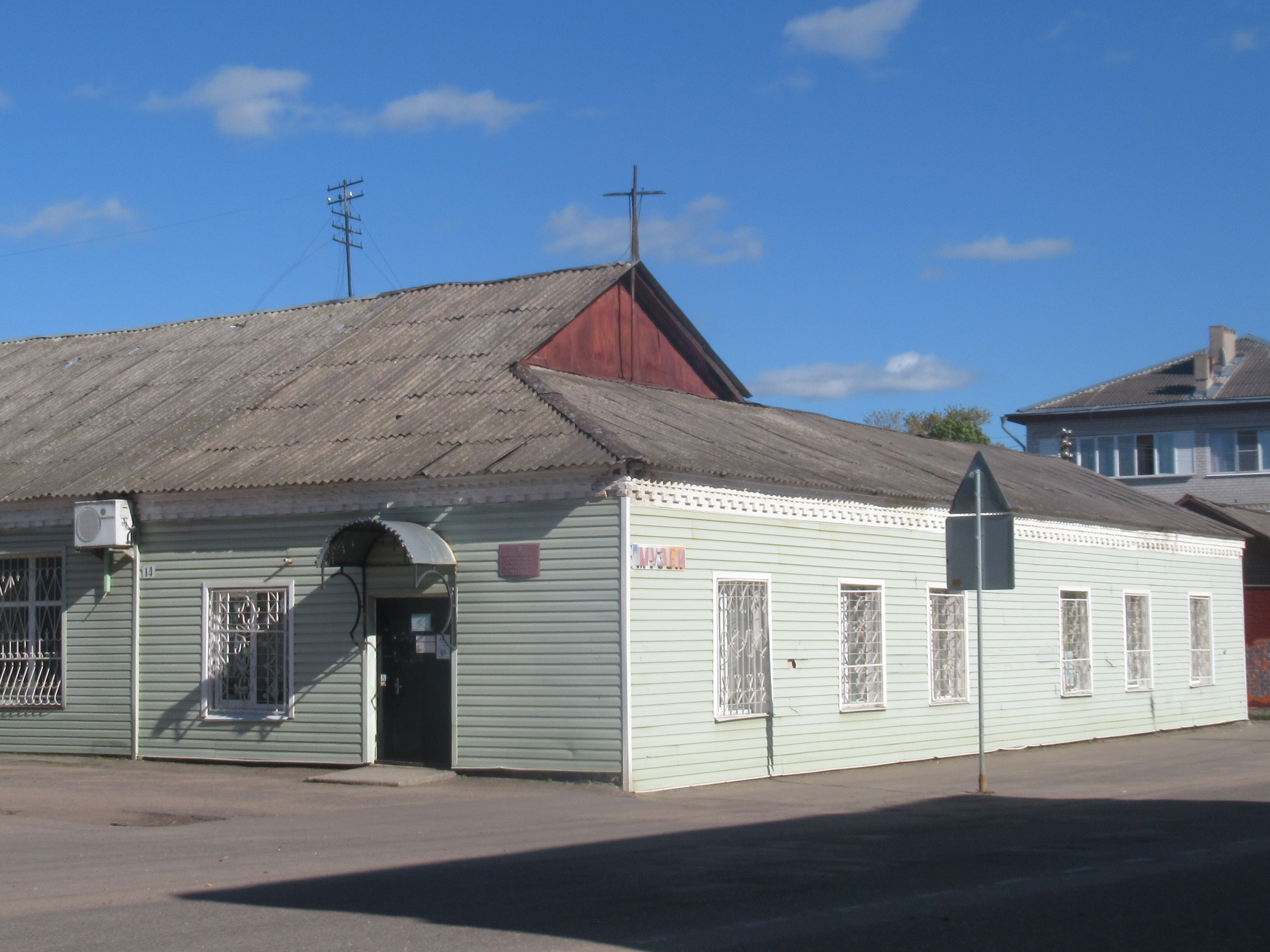
Историко-краеведческий музей в г. Починке

Починковский историко-краеведческий музей (МБУК «ПИКМ») был открыт 21 июня 2000 г. к 90-летнему юбилею со дня рождения А. Т. Твардовского. Учредителем является Администрация муниципального образования «Починковский район» Смоленской области. Экспозиции музея рассказывают об истории района. В музее работают шесть залов: выставочный зал, «История района», «Русский быт», «Послевоенный период», «Смоляне — первопроходцы» и «Знаменитые земляки», в экспозиции которого представлены документы и личные вещи И. Т. Твардовского, брата А. Т. Твардовского.
Починковская районная библиотека создана в 1920 году. Об этом свидетельствует запись в протоколе Починковской волостной ячейки РКП(б). Библиотека содержалась на средства волостного бюджета. Починковская районная библиотека стала центром всей библиотечной работы в районе, оказывала методическую помощь сельским библиотекарям, собирала статистические данные о работе библиотек района. В 1966 г. в библиотеках был открыт свободный доступ к фонду. В этот же год А. Т. Твардовский, во время приезда на малую родину, подарил книги Сельцовской сельской библиотеке. С 1970 года ведется целенаправленная работа по сбору материалов о жизни и творчестве великого поэта-земляка А. Т. Твардовского. 1 сентября 1976 года создана Починковская централизованная библиотечная система. В 2001 году Центральная районная библиотека выиграла областной грант «Библиотека — центр правовой информации». Получено компьютерное оборудование. В 2002 году здесь открыт Центр правовой информации. Библиотечные услуги населению предоставляют 24 библиотеки МБУК «Починковская МЦБС» — Центральная районная библиотека, Детская библиотека, 22 сельских библиотеки — филиала. МЦБС обслуживает 57 % всего населения района. МБУК «Починковская МЦБС», используя все имеющиеся библиотечные ресурсы и информационные технологии, удовлетворяет разнообразные запросы пользователей: информационные, культурно-образовательные и досуговые.
Имя поэта А. Т. Твардовского — визитная карточка района. Библиотеки ведут большую работу, посвящённую сохранению памяти и популяризации творчества поэта.
13 библиотек имеют компьютерное оборудование и выход в Интернет. 6 библиотек работают как центры правовой информации. 2 библиотеки имеют кафедры православной литературы.

### Фестивали и конкурсы
1. Областной литературно-поэтический праздник «Оживший хутор», посвященный годовщине со дня рождения А. Т. Твардовского — июнь
2. Областной военно-исторический театрализованный праздник «В земле Смоленской Воссиявший», посвящённый подвигу св. Меркурия Смоленского — 2-я суббота сентября
3. Фольклорный праздник «Живые родники», посвященный годовщине со дня рождения В. Н. Добровольского — 4-я суббота сентября
4. Праздник «Дивный сон усадьбы старой…», посвящённый жизни семьи великого русского композитора М. И. Глинки — 4-я суббота августа (театрализованное представление, экскурсия по местам, которые связаны с семьёй Глинок)
5. Детский районный фестиваль-конкурс эстрадной песни и танца «Починковские самоцветы»
6. IV областной фестиваль «Многонациональная семья Смоленщины»
7. Областной фестиваль народного творчества «У истоков» п. Стодолище
8. IV всероссийский конкурс «Семья года»
9. Областной конкурс работ мастеров декоративно-прикладного творчества «Масленичный сувенир»

## Туризм
Туристская инфраструктура района представлена следующими средствами размещения: гостиница «Марс» на 4 номера и спортивно-оздоровительный комплекс «Юность» на 9 номеров.
Объекты общественного питания: кафе «Пицца-Филиция», кафе «Закусочная» и кафе «Суши, роллы» в г. Починок.
Экскурсионные программы на территории района проводятся: экскурсия по залам Починковского историко-краеведческого музея, экскурсия по музею-усадьбе «А. Т. Твардовский на хуторе Загорье», обзорная экскурсия по г. Починку, туристский маршрут «По родным местам Николая Пржевальского».
Для туристов Починковский историко-краеведческий музей помимо основной деятельности (сбор, изучение, хранение и экспонирование предметов) активно занимается разработкой туристских маршрутов, среди которых маршрут «По родным местам Н. М. Пржевальского».

## Спорт
Муниципальное бюджетное учреждение Спортивная школа имени А. И. Максименкова (МБУ СШ им. А. И. Максименкова) функционирует с 1990 года. В 2014 году, Постановлением Смоленской Областной Думы № 542 от 10.07.2014 г., спортивной школе присвоено имя А. И. Максименкова, Мастера спорта международного класса по футболу, члена Олимпийской и Национальной сборных команд СССР, почетного гражданина г. Починка.
Одной из главных задач СШ является привлечение максимально большего числа детей и подростков к систематическим занятиям спортом, направленных на физическое и духовное развитие личности. Спортивная школа организует спортивно-массовую и оздоровительную работу с детьми, оказывает практическую помощь общеобразовательным школам района в проведении семинарских занятий по новым правилам спортивных соревнований по культивирующим видам спорта и в организации и проведении самих спортивных соревнований. Коллектив СШ является организатором и исполнителем районных мероприятий среди общеобразовательных учреждений.
В СШ ведётся работа по агитации и пропаганде различных видов спорта. Спортивная школа работает во взаимодействии со средствами массовой информации, а именно с редакцией районной газеты «Сельская новь», где освещаются выступления сборных команд СШ на соревнованиях различного уровня и проведённые спортивно-массовые мероприятия.

## Здравоохранение
Услуги здравоохранения оказывает областное государственное бюджетное учреждение здравоохранения «Починковская районная больница». В состав районной больницы входят 35 ФАПов, одна амбулатория и 3 поликлиники. В учреждении работают 69 врачей и 218 сотрудников младшего медицинского персонала.

## Достопримечательности

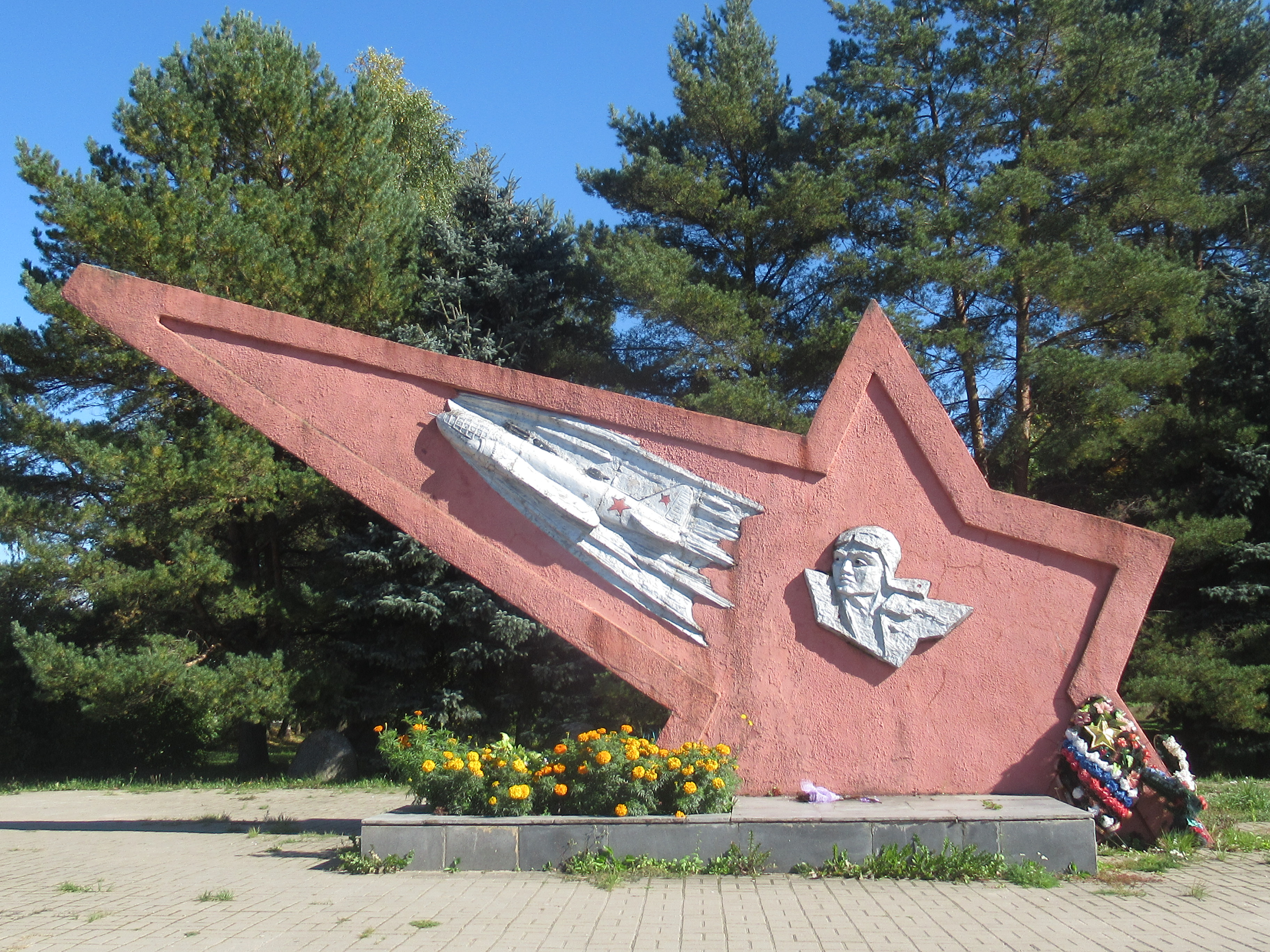
Памятник экипажу Н. Ф. Гастелло на въезде в г. Починок

1. Хутор Загорье — малая родина А. Т. Твардовского
2. Бюст А. Т. Твардовскому, г. Починок
3. Починковский историко-краеведческий музей
4. Мемориал в память о погибших во время ВОВ, аллея героев
5. Памятник экипажу Н. Ф. Гастелло
6. Усадьба Энгельгардтов, д. Мачулы
7. Храм Благовещения Пресвятой Богородицы, г. Починок
8. Введенская церковь (1801), с. Докудово
9. Мемориальный знак в честь подвига русских воинов под предводительством Смоленского военачальника Меркурия
10. Могила и памятник-бюст генералу В. Я. Качалову, павшему в бою с фашистскими захватчиками в 1941 г.
11. Могила этнографа и фольклориста В. Н. Добровольского (1856—1920 гг.)

## Люди, связанные с районом

### Известные личности
- Корсакова, Вера Васильевна — Герой Социалистического Труда (деревня Липовка)
- Пржевальский, Николай Михайлович — русский путешественник и натуралист (возле Мурыгино)
- Ревуненков, Георгий Васильевич — командующий корпусом (деревня Молуки)

### Герои Советского Союза
- Александров, Михаил Ефимович (деревня Галеевка)
- Бурченков, Сергей Васильевич (деревня Пузырёвка)
- Корзунов, Иван Егорович (деревня Акулинки)
- Лавриненков, Владимир Дмитриевич (деревня Птахино)
- Макеев, Егор Абрамович (деревня Лихачево)
- Марченков, Марк Николаевич (деревня Лазарево)
- Михальков, Василий Фёдорович (село Лучеса)
- Мозжаров, Иван Иванович (деревня Буловица)
- Овчинников, Николай Тихонович (деревня Гарбузовка)
- Седненков, Николай Петрович (деревня Трутнево)
- Тоболенко, Михаил Николаевич (деревня Азаровка)
- Филимонов, Пётр Ивлевич (село Щелбицы)
- Шириков, Михаил Сергеевич (деревня Старые Ковали)
- Якуненко, Александр Иванович (деревня Клин)

### Полные кавалеры ордена Славы
- Бомбизов, Алексей Тихонович (деревня Цыгановка)
- Исайченков, Василий Андреевич (деревня Крутиловка)
- Селезнёв, Владимир Иванович (деревня Лучеса)

### Герои Социалистического Труда
- Барулина, Юлия Титовна (деревня Колесники)
- Бизунов, Сергей Иванович (деревня Харинка)
- Денисенков, Иван Антонович (деревня Сергеево)
- Никитенко, Кузьма Ефимович (деревня Липки)
- Стебнева, Людмила Титовна (деревня Лемеховка)
- Шкурлов, Николай Матвеевич (деревня Светлое)